# Anagrina
Genre
Anagrina est un genre d'araignées aranéomorphes de la famille des Gnaphosidae.

## Distribution
Les espèces de ce genre se rencontrent en Afrique de l'Est et au Niger.

## Liste des espèces
Selon World Spider Catalog (version 19.5, 15/12/2018) :
- Anagrina alticola Berland, 1920
- Anagrina nigritibialis Denis, 1955

## Systématique et taxinomie
Ce genre a été déplacé des Prodidomidae aux Gnaphosidae par Azevedo, Griswold et Santos en 2018.

## Publication originale
- Berland, 1920 : Araneae (2e partie). Voyage de Ch. Alluaud et R. Jeannel en Afrique Orientale (1911-1912): Résultats scientifiques: Arachnida. Paris, vol. 4, p. 95-180.